# Applied Physics Letters
Applied Physics Letters is een internationaal, aan collegiale toetsing onderworpen wetenschappelijk tijdschrift op het gebied van de natuurkunde. De naam wordt in literatuurverwijzingen meestal afgekort tot Appl. Phys. Lett. Het wordt uitgegeven door het American Institute of Physics en verschijnt wekelijks.
Het eerste nummer verscheen in 1962.